# Глазунов Сергій Миколайович
Глазунов Сергій Миколайович (1 вересня 1958, с. Гомельське, Криворізький район, Дніпроп. обл.) — український політик, член Партії регіонів; ВР України, член фракції Партії регіонів (з 11.2007), секретар Комітету з питань екологічної політики, природокористування та ліквідації наслідків Чорнобильської катастрофи (з 12.2007).

## Освіта
1985 р. — Криворізький гірничорудний інститут, інженер-будівельник, «Пром. і цивільне будівництво»

## Трудова діяльність
Народний депутат України 6-го скликання з 11.2007 від Партії регіонів, № 152 в списку. На час виборів: 1-й заступник Міністра охорони навколишнього природного середовища України, член ПР. З 1985 — на Північному гірничо-збагачувальному комбінаті: працював директором упр. капітальних ремонтів, 04.2002-08.06 — ген. директор. 08.2006-11.07 — 1-й заступник Міністра, Мін-во охорони навколишнього природного середовища України. Депутат Дніпропетровської облради (04.2006-07).

## Нагороди та звання
- Орден «За заслуги» III ст. (30 листопада 2013) — за значний особистий внесок у соціально-економічний, науково-технічний, культурно-освітній розвиток Української держави, вагомі трудові досягнення, багаторічну сумлінну працю[3]
- 2004 р. — Заслужений працівник промисловості України
- 2003 р. — Почесна грамота КМ України
- 2007 р. — Державний службовець 3-го рангу